# Yaoi Zone
Yaoi Zone fue una revista de temática yaoi española publicada durante el año 2001. Fue la primera revista de temática yaoi (o bl) publicada en España, dando a conocer este género en el país.

## Historia
La revista surgió en España ante la creciente popularidad y demanda en España de los mangas de temática yaoi, centrados en historias de amor homosexual entre hombres jóvenes y habitualmente escritos por mujeres.
El primer número se publicó en noviembre de 2001, convirtiéndose en la primera revista en España dedicada exclusivamente a este género. En la revista se podía encontrar información sobre obras publicadas en España así como otras aún inéditas, contando también con elementos como noticias, entrevistas, un glosario de términos e incluso historias cortas de autoría nacional.
El segundo y último número se publicó en diciembre de ese mismo año, esta vez a color, a diferencia del primer número que fue publicado en blanco y negro debido a un error de impresión.
La revista incluyó también dōjinshis de obras populares como Cardcaptor Sakura y, pese a su corta vida de publicación, supuso un punto de inflexión para la historia de publicación de mangas yaoi en el país.